# Are You Growing Tired of My Love
«Are You Growing Tired of My Love» — сингл британской рок-группы Status Quo, выпущенный в 1969 году. Вошёл в альбом Spare Parts.
«Are You Growing Tired of My Love» была балладой, написанной Энтони Кингом. Также это был один из первых синглов, где ведущий вокал исполнил Рик Парфитт.
Несмотря на благосклонные отзывы критиков, сингл занял только 46 место в UK Singles Chart. Это был последний сингл группы, выдержанный в жанре психоделического попа, прежде чем они перешли на жёсткое хард-буги звучание.

## Список композиций
1. «Are You Growing Tired of My Love» (Э. Кинг) (3.33)
2. «So Ends Another Life» (Ланкастер) (3.10)

## Участники записи
- Фрэнсис Росси — соло-гитара
- Рик Парфитт — ритм-гитара, вокал
- Алан Ланкастер — бас-гитара
- Джон Кофлан — ударные
- Рой Лайнс — орган

## Чарты
| Чарт (1969)      | Позиция |
| ---------------- | ------- |
| UK Singles Chart | 46      |
| Германия         | 33      |
| Нидерланды       | 46      |